# استوه
استوه یکی از روستاهای استان مرکزی و شهرستان خنداب است.

## جمعیت
جمعیت این روستا بر پایه سرشماری سال ۱۳۸۵ حدود ۲۰۸۲ نفر و ۶۲۳ خانوار اعلام شد.